# Vang Meng (rövidpályás gyorskorcsolyázó)
Vang Meng (王濛, Wang Meng) (Csitajho (Qitaihe), 1985. április 10. –) négyszeres olimpiai bajnok kínai rövidpályás gyorskorcsolyázónő.

## Élete
A 2006. évi téli olimpiai játékokon 500 m-en aranyérmet nyert, a 2010. évi téli olimpiai játékoknak pedig a legeredményesebb kínai sportolója lett 3 aranyéremmel. Első helyezett lett 500 és 1000 m-en is, valamint a csapattal 3000 m-en nyerte a harmadik aranyat. 14 érmet szerzett világbajnokságokon. 1994-ben, kilencéves korában kezdett korcsolyázni.

## Érmek és kitüntetések

### Olimpiák
- Aranyérem 3000 méteren, 2010
- Aranyérem 1000 méteren, 2010
- Aranyérem 500 méteren, 2010
- Aranyérem 500 méteren, 2006
- Ezüstérem 1000 méteren, 2006
- Bronzérem 1500 méteren, 2006

### Világlista
- 1. 500 méteren, 2005-2006
- 1. 1000 méteren, 2005-2006
- 18. 1500 méteren, 2005-2006
- 15. általános, 2005-2006

### Világbajnokságok
- 1., 2008
- Aranyérem 500 méteren, 2008
- Aranyérem 1000 méteren, 2008
- Aranyérem 1500 méteren, 2008
- Bronzérem 3000 méteren, 2008
- 4., 2005
- Ezüstérem 500 méteren, 2005
- Ezüstérem in 3000 méteren, 2005
- Bronzérem in 1000 méteren, 2005
- Bronzérem in 1500 méteren, 2005
- 2., 2004
- Aranyérem 500 méteren, 2004
- Ezüstérem 1500 méteren, 2004
- Ezüstérem 3000 méteren, 2004
- Aranyérem 3000 méteren, 2003